# Acontia metallica
Acontia metallica är en fjärilsart som beskrevs av Augustus Radcliffe Grote 1865. Acontia metallica ingår i släktet Acontia och familjen nattflyn. Inga underarter finns listade i Catalogue of Life.